# Aphanobelodon
Aphanobelodon — вимерлий рід хоботних родини Amebelodontidae.

## Таксономія
Голотип — це повний череп дорослої самки, а паратипи включають останки ще однієї дорослої самки, дорослого самця, чотирьох недорослих особин і трьох телят. Це один з небагатьох видів хоботних, у яких відсутні верхні бивні, риса, яка раніше вважалася унікальною. Родова назва походить від aphano, що означає невидимий, і belodon, що означає передній зуб. Конкретна назва типового виду — на честь Ронг Чжао, який виявив і розкопав зразки.